# 2. deild
La 2. deild es la tercera liga de fútbol más importante de las Islas Feroe y la cual es organizada por la Federación de Fútbol de las Islas Feroe.

## Historia
Fue fundada en el año 1994 con el nombre 3. deild, pero desde el cambio de nombre de la máxima categoría del país a Formuladeildin, el nombre cambió al actual en el año 2005.
Participan 10 equipos, en donde los dos últimos de la tabla descienden y dos ascienden de la cuarta categoría, pero no siempre el campeón o subcampeón son elegibles para el ascenso por la cantidad de equipos filiales participantes.

## Equipos 2022
- Skála ÍF II
- B68 II
- ÍF II
- FC Hoyvík
- NSÍ III
- 07 Vestur III
- AB II
- KÍ III
- FC Suðuroy
- EB / Streymur II

## Lista de Campeones
| Año  | Campeón         | Subcampeón         | Tercer lugar       | Goleador |
| ---- | --------------- | ------------------ | ------------------ | --- |
| 1976 | KÍ II           |                    |                    | |
| 1977 | Royn Hvalba     |                    |                    | |
| 1978 | SÍ Sørvágur     |                    |                    | |
| 1979 | TB II           |                    |                    | |
| 1980 | Leirvík ÍF      |                    |                    | |
| 1981 | SÍF Sandavágur  |                    |                    | |
| 1982 | SÍ Sumba        |                    |                    | |
| 1983 | HB Tórshavn II  |                    |                    | |
| 1984 | VB II           |                    |                    | |
| 1985 | EB Eiði         |                    |                    | |
| 1986 | B71 Sandoy      |                    |                    | |
| 1987 | SÍ Sørvágur     | Skála ÍF           | HB Tórshavn II     | |
| 1988 | GÍ Gøta II      | B36 Tórshavn II    | TB Tvøroyri II     | |
| 1989 | Fram Tórshavn   | Royn Hvalba        | ÍF Fuglafjørður II | |
| 1990 | KÍ Klaksvík II  | Streymur           | TB Tvøroyri II     | |
| 1991 | HB Tórshavn II  | EB Eiði            | B36 Tórshavn II    | |
| 1992 | B68 Toftir II   | NSÍ Runavík II     | Streymur           | |
| 1993 | HB Tórshavn II  | NSÍ Runavík II     | ÍF Fuglafjørður II | |
| 1994 | HB Tórshavn III | FS Vágar II        | GÍ Gøta II         | Rodmund Rasmussen (FS Vágar II, 24 goles) |
| 1995 | B68 Toftir II   | Skála ÍF           | B71 Sandoy II      | Petur Gaardlykke (B68 II, 27 goles) |
| 1996 | Royn Hvalba     | B36 Tórshavn II    | GÍ Gøta II         | Odd Eliasen (ÍF II, 21 goles) |
| 1997 | GÍ Gøta II      | NSÍ Runavík II     | VB Vágur II        | Heini Heinason (GÍ II, 28 goles) |
| 1998 | Skála ÍF        | GÍ Gøta III        | B68 Toftir II      | Bogi Gregersen (Skála, 19 goles) |
| 1999 | B36 Tórshavn II | B68 Toftir II      | ÍF Fuglafjørður II | Tórálvur Poulsen (B36 II, 18 goles) |
| 2000 | Skála ÍF        | B36 Tórshavn II    | B71 Sandoy II      | Svend Eli Poulsen (AB, 22 goles) |
| 2001 | VB Vágur II     | Royn Hvalba        | ÍF Fuglafjørður II | Allan Michelsen (Royn, 18 goles) |
| 2002 | AB Argir        | B68 Toftir II      | GÍ Gøta II         | Johnny Samuelsen (AB, 11 goles) |
| 2003 | Royn Hvalba     | GÍ Gøta II         | EB/Streymur II     | Gisli Sveinbjørnsson (Royn, 18 goles) |
| 2004 | GÍ Gøta II      | HB Tórshavn II     | SÍ Sørvágur        | Heini Gaard (HB II, 20 goles) |
| 2005 | SÍ Sørvágur     | KÍ Klaksvík II     | B68 Toftir II      | Jens Erik Rasmussen (SÍ, 14 goles) |
| 2006 | NSÍ Runavík II  | B36 Tórshavn II    | EB Streymur II     | Fróði Jóanesarson (NSÍ II, 15 goles) |
| 2007 | B68 Toftir II   | GÍ Gøta II         | EB/Streymur II     | Leif Niclasen (EB/Streymur II, 16 goles) |
| 2008 | Fram Tórshavn   | AB Argir II        | MB Miðvágur        | Jørgen Meitilberg (Fram, 20 goles) |
| 2009 | AB Argir II     | 07 Vestur II       | EB/Streymur II     | Karl Jóhan Djurhuus (07 Vestur II, 16 goles) |
| 2010 | Skála ÍF        | FC Hoyvík II       | 07 Vestur II       | Karl Jóhan Djurhuus (07 Vestur II, 18 goles) |
| 2011 | KÍ Klaksvík II  | B68 Toftir II      | B36 Tórshavn II    | Bjarki Vágstún (KÍ II, 14 goles) Búi í Hjøllum (B68 II, 14 goles)                                                                                     |
| 2012 | B36 Tórshavn II | TB Tvøroyri II     | Giza/Hoyvík        | Jákup T. Joensen (B36 II, 19 goles) |
| 2013 | AB Argir II     | NSÍ Runavík II     | Giza/Hoyvík        | Debes Danielsen (NSÍ II, 20 goles) |
| 2014 | MB Miðvágur     | B71 Sandoy         | Giza/Hoyvík        | Otto Jacobsen (MB, 18 goles) |
| 2015 | HB Tórshavn II  | Giza/Hoyvík        | KÍ Klaksvík III    | Lindi Gardar (KÍ III, 21 goles) |
| 2016 | B36 Tórshavn II | ÍF Fuglafjørður II | Skála ÍF II        | Nenad Šarić (ÍF II, 16 goles) |
| 2017 | B71 Sandoy      | Skála ÍF II        | Víkingur III       | Símin Hansen (B71, 17 goles) |
| 2018 | EB/Streymur II  | B36 Tórshavn II    | Undrið FF          | Andras Dalbø (Víkingur III, 17 goles) |
| 2019 | FC Hoyvík       | AB Argir II        | FC Suðuroy         | Andras Dalbø (Víkingur III, 13 goles) Dávid Lisberg (FC Suðuroy, 13 goles) Hans Jákup Annfinsson (AB II, 13 goles) Hugin Ferber (FC Hoyvík, 13 goles) |
| 2020 | Skála ÍF II     | FC Suðuroy         | EB/Streymur II     | Ari Poulsen (FC Suðuroy, 20 goles) |
| 2021 | Undrið          | ÍF Fuglafjørður II | 07 Vestur II       | Hugin Ferber (FC Hoyvík, 19 goles) |
| 2022 | B68 Toftir II   | Skála ÍF II        | EB/Streymur II     | Óli Olsen (B68 II, 16 goles) |
| 2023 | FC Suðuroy      | NSÍ Runavík II     | Skála ÍF II        | ? |

Los equipos en Negrita ascendieron.

## Títulos por equipo
| Club            | Títulos | Último |
| --------------- | ------- | ------ |
| HB Tórshavn II  | 4       | 2015   |
| B68 Toftir II   | 4       | 2022   |
| B36 Tórshavn II | 3       | 2016   |
| KÍ Klaksvík II  | 3       | 2011   |
| Skála ÍF        | 3       | 2010   |
| SÍ Sørvágur     | 3       | 2005   |
| GÍ Gøta II      | 3       | 2004   |
| Royn Hvalba     | 3       | 2003   |
| B71 Sandoy      | 2       | 2017   |
| AB Argir II     | 2       | 2013   |
| Fram Tórshavn   | 2       | 2008   |
| VB Vágur II     | 2       | 2001   |
| FC Hoyvík       | 1       | 2019   |
| EB/Streymur II  | 1       | 2018   |
| MB Miðvágur     | 1       | 2014   |
| NSÍ Runavík II  | 1       | 2006   |
| AB Argir        | 1       | 2002   |
| HB Tórshavn III | 1       | 1994   |
| EB Eiði         | 1       | 1985   |
| SÍ Sumba        | 1       | 1982   |
| SÍF Sandavágur  | 1       | 1981   |
| Leirvík ÍF      | 1       | 1980   |
| TB Tvøroyri II  | 1       | 1979   |
| Skála ÍF II     | 1       | 2020   |
| Undrið          | 1       | 2021   |
| FC Suðuroy      | 1       | 2023   |

En Negrita aparecen los equipos que actualmente están en la 2. deild. En Cursiva los equipos desaparecidos.